# 銚子信用金庫
銚子信用金庫（ちょうししんようきんこ）は、千葉県銚子市に本店を置く信用金庫である。
ATMでは、他の信用金庫のカードによる入出金及び千葉興業銀行のカードによる出金については、平日8:45～18:00と土曜8:45～14:00の間に限り手数料が無料となる。

## 沿革
- 1910年（明治43年）7月：有限責任銚子信用組合として発足する。
- 1943年（昭和18年）6月：市街地信用組合法に基づき信用組合に改組する。
- 1951年（昭和26年）10月：信用金庫法に基づき信用金庫に改組する。
- 1954年（昭和29年）9月：夷隅信用金庫を吸収合併する。
- 1967年（昭和42年）12月：日本銀行と取引開始する。
- 1974年（昭和49年）8月：外国為替公認銀行となる。
- 2002年（平成14年）11月：旭信用金庫と合併する[1]。
- 2024年（令和6年）8月5日 : この日から磁気の影響を受けにくい新しい通帳（Hi-Co通帳）を取扱開始した(Hi-Co通帳に対応していない信用金庫ATMではHi-Co通帳は使えない。) [2]。